# Liangshanzhen (ort i Kina, Shaanxi, lat 33,06, long 106,98)
Liangshanzhen är en ort i Kina. Den ligger i provinsen Shaanxi, i den nordvästra delen av landet, omkring 220 kilometer sydväst om provinshuvudstaden Xi'an. Antalet invånare är 16 178. Befolkningen består av 8 168 kvinnor och 8 010 män. Barn under 15 år utgör 15,0 %, vuxna 15-64 år 73 %, och äldre över 65 år 10,0 %.
Runt Liangshanzhen är det ganska tätbefolkat, med 166 invånare per kvadratkilometer. Närmaste större samhälle är Hanzhongshi, 4,2 km nordost om Liangshanzhen. Runt Liangshanzhen är det i huvudsak tätbebyggt.
Genomsnittlig årsnederbörd är 1 044 millimeter. Den regnigaste månaden är juli, med i genomsnitt 226 mm nederbörd, och den torraste är december, med 2 mm nederbörd.